# 井川ダム
井川ダム（いかわダム）は、静岡県静岡市葵区井川（ダム竣工当時は井川村）地先、一級水系 大井川本川上流部に建設されたダムである。

## 沿革
1906年（明治39年）に設立された日英水力電気を原点として開始された大井川の水力発電開発は、その後大井川電力によって大井川本川や寸又川のダム式発電所建設に発展していった。1938年（昭和14年）電力国家統制によって日本発送電が全ての施設を強制的に接収したが、戦後連合国軍最高司令官総司令部 (GHQ) の過度経済力集中排除法に指定された日本発送電は、1951年（昭和26年）の電力事業再編令により全国9電力会社に再編。田代ダムを除く大井川水系の全発電施設は中部電力に移管された。
当時は全国的に電力不足が問題化していたが、朝鮮戦争による特需景気で工場生産が活発化した事もあって更に電力需要が逼迫していた。この為電源開発は国策として強力に推進されており、電力会社は全国の主要河川において競って水力発電事業を推進していた。中部電力も飛騨川や矢作川において水力発電事業を推進していたが、大井川においては大規模なダムを建設して出力の大きい水力発電所を建設する事で、名古屋方面の電力供給を図ろうとした。調査の結果、大井川上流の井川村地点と奥泉地点が注目され、この2地点にダムを建設する計画を1951年より立案した。井川地点に計画されたのが井川ダム、直下流の奥泉地点に計画されたのが奥泉ダムである。

## 日本最初の中空重力ダム
計画段階で井川ダムは堤高100mを超える大ダムとして計画された。中部電力としては100m級のダムは初の試みであり、その施工法等についてはGHQの下部組織である海外技術顧問団 (OCI) の助言を得る事とした。OCIは九州電力の上椎葉ダム（耳川）においてアーチ式コンクリートダムの施工を助言するなど、海外の最新土木技術を日本の施工業者に助言・指導する組織であるが、井川ダムについてはこれまた日本初の試みとなる中空重力式コンクリートダムでの施工を提案した。
中空重力式コンクリートダムは重力式コンクリートダムの一種であるが、堤体内部が空洞となっているものである。比較的広い河谷の存在が建設の適地であるが、井川地点はその好適地であった。内部が空洞である為当時高価だったコンクリートの使用量を抑える事が出来、かつ基礎地盤との接地面を広く取れる事から経済性と安定性に優れる型式であった。だが、有数の地震国である日本において初の試みとなる為に耐震性や技術的な問題もあったことから、中部電力は中空重力ダムの建設が盛んだったイタリアに社員を派遣し、ダムを視察し図面などを入手して建設の参考とした。
こうした経緯を経て、井川ダムは高さ103.6mの中空重力式コンクリートダムとして施工が開始された。後述する大井川鐵道井川線を敷設して資材を運搬し、昼夜問わず工事を行った。1956年（昭和31年）に先ず奥泉ダムが完成、そして翌1957年（昭和32年）、井川ダムが完成し認可出力62,000kWの井川発電所の稼動が開始。中部電力初の大プロジェクトは遂に完成へと至った。
井川ダムは別名井川五郎ダムとも呼ばれる。これは中部電力の初代社長で井川ダム建設の陣頭指揮を執った井上五郎の「五郎」を取ったものであるが、竣工式の際にダム工事を担当した間組社長・神部満之助の「フーバーダムの様に人名を冠したダムがあってもいいじゃないか」という提案がきっかけとなっている。
これ以降中空重力ダムは全国的に施工が行われ、同じ大井川に1962年（昭和37年）に完成した畑薙第一ダムは堤高125.0mと世界最高の堤高を誇った。だが、次第にコンクリートの価格が安値になる一方で、施工に手間が掛かるため人手が多く要る中空重力ダムは人件費の高騰が問題となり、通常の重力式コンクリートダムの方が安価で済む様になった事から、次第に中空重力ダムの施工は行われなくなり、1974年（昭和49年）新潟県新発田市に完成した内の倉ダム（内の倉川）を最後に、この方式のダムは造られなくなった。現在は台形CSGダムやダム施工の合理化（RCD工法）など事業費を圧縮できる手法が次々開発されており、今後中空重力ダムが建設される事はまずないと考えられる。

## 大井川鐵道井川線
井川ダム建設については、大井川鐵道井川線の存在抜きに語る事は出来ない。
そもそも大井川電力の電源開発用資材運搬を目的に1927年（昭和2年）開通した大井川鉄道（現・大井川鐵道）は、1931年（昭和6年）には金谷駅 - 千頭駅間39.5kmが開通した。その後大井川ダム建設の為に1935年（昭和10年）に千頭駅と市代駅（現・アプトいちしろ駅）間が開通したが、井川ダム建設に際して市代より井川村西山沢まで延伸する計画が1952年（昭和27年）に立てられた。
1954年（昭和29年）、総工費25億5千万円（当時）を掛け千頭駅から井川駅・堂平駅（1971年廃止）までの区間が開通、ダム建設用の資材や林業用の木材を運搬した。資材運搬専用鉄道ではあったが、貨車の後に客車を連結して井川村住民も無料で乗せた。全通以後暫くは中部電力が運営していたが1959年（昭和34年）に大井川鐵道へ経営が移譲され、同年地方鉄道免許を取得した。但し施設の管理は引き続き中部電力が担当し、現在に至る。
これ以降井川と千頭を結ぶ主要幹線鉄道として、更に接岨峡・畑薙第一ダム・南アルプス登山の為の重要なルートとして多くの観光客が利用している。1990年（平成2年）には長島ダム建設に伴いアプト式鉄道が導入され、新たな特徴となっている。なお、井川線は毎年3億円近い赤字を出しているが、管理を行う中部電力の特別補助金によって赤字は補填されている。

## ダム建設と井川村

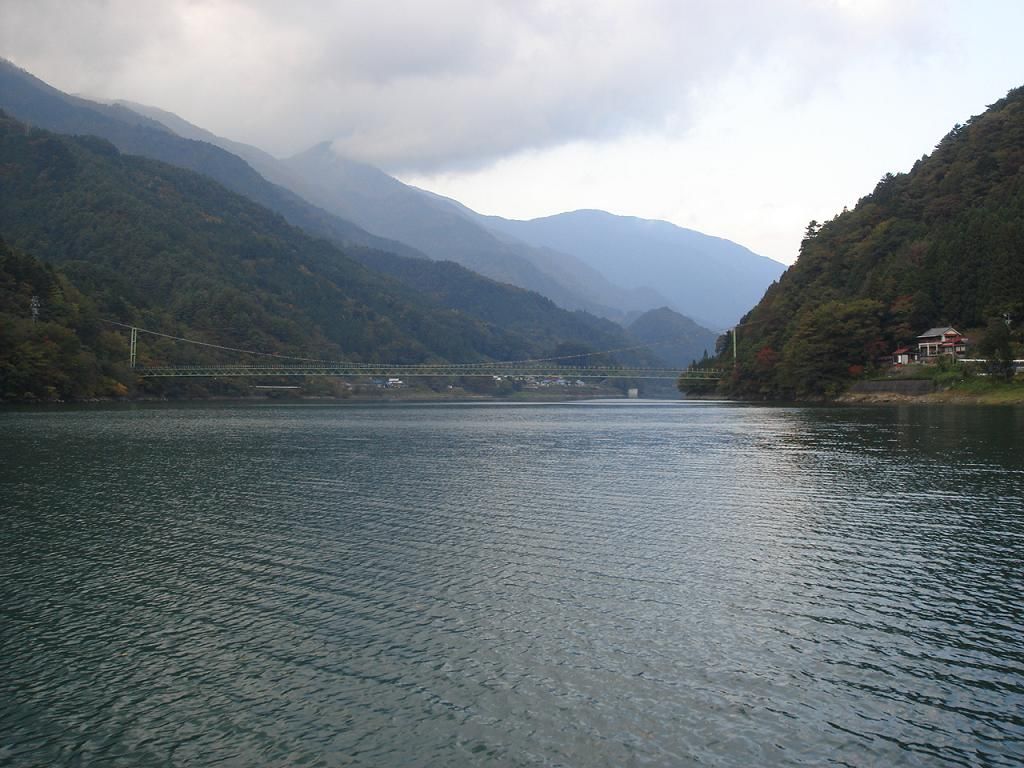
井川湖に架かる井川大橋

ダム建設に伴って、井川村の主要集落が水没する事となった。当時井川村は550戸の戸数があったが、ダム建設によってその3分の1以上に及ぶ193戸の住居が水没する事となった。主要集落が水没する事は井川村の死活問題であり、住民は事業者の中部電力や河川管理者である静岡県に対し、以下の「補償三原則」に基づく補償の履行を迫った。
1. 長年に亘って交通の障壁となっている大日道路を、ダム完成までに隧道（トンネル）化して交通の簡便性を図ること。
2. 村づくりを良くし、文化水準を高めること。
3. 納得の行く個人補償を完遂し、現在を上回る民生の安定を図ること。

この井川村住民の要請は、金銭補償ではなくて代替地造成による新しい井川村の創造という補償を求めたものであるが、この要望は当時の静岡県知事・斎藤寿夫によって受け入れられ、静岡県を通して中部電力に受諾された。これ以降新しい井川村の村づくりの為の諸事業が行われた。
インフラ整備としては大井川鐵道井川線の旅客利用や井川大橋の建設、町内の道路整備に加え、住民の悲願であった幹線道路整備として大日道路の代わりに井川林道の整備が行われた。富士見峠を越える新しい道路整備を行った事により、静岡市内までの所要時間が6時間以上かかっていたのが2時間以内と大幅に改善された（整備前は口坂本まで徒歩で約3時間も歩かなければならなかった）。現在は静岡県道60号南アルプス公園線として国道362号と接続しており、静岡市内と井川・畑薙・南アルプスを結ぶメインルートとなっている。この他宅地造成に加え、公共施設としては井川小学校・中学校の移転新築とプールの新設や駐在所の新設、簡易水道整備、祭祀関連では神社の合祀移転や火葬場・共同墓地の新設、そして農地の造成を行った。農地造成により、以前は不毛の地であったこの地域でも稲作が行われるようになった。
こうした井川ダムの補償は、後のダム建設に伴う補償事業のモデルとなり、1973年（昭和48年）に成立したダムによる水没補償対策の基本法・水源地域対策特別措置法の源流ともなっている。

## 井川湖と観光
井川ダムによって形成された人造湖は井川湖（いかわこ）と命名された。総貯水容量150,000,000トンは大井川水系最大であり、中空重力式ダムとしては金山ダム（空知川）に次ぐ規模の大きさである。井川湖ではヤマメ・コイ・マス等の釣りが可能で、井川湖より上流の新井川渓谷ではイワナやアマゴも釣る事が出来る。井川漁業協同組合の管轄であり、入漁料は年間鑑札4,000円、1日鑑札1,000円、ダム鑑札（1日券）300円となっており、釣具店で販売している。なお、アマゴの里付近1km区間はキャッチアンドリリース区間となっている。井川湖は遊覧船が運航している他、ダム - 井川本村間を井川湖渡船という渡し船が運航している。
井川ダム右岸には中部電力の井川展示館があり、ダムや水力発電の仕組みやPRを行っている。大井川電源開発の歴史を貴重な写真で紹介している他2階からはダムを一望する事が出来る。毎年11月には「井川ダム祭り」がダム完成より毎年実施されている。井川神社での神楽奉納や七五三といった神事、ダム事業殉職者慰霊祭や井川朝市・農産物品評即売会などが行われ、紅葉の見頃でもある事から多くの観光客で賑わう。また、井川在住の歯科医が個人で建立した高さ11mの井川大仏もあり、毎年4月と10月の第4日曜日には「井川大仏例会」が行われる。
この他井川湖周辺には1994年（平成6年）にオープンし、国内外5,000冊の絵本が収蔵されている南アルプスえほんの郷や静岡県内有数のオートキャンプ場で温泉も備えている南アルプス井川オートキャンプ場も至近距離にある。上流には畑薙第一ダム・畑薙第二ダムもあり、日本唯一の三連続中空重力ダムを見る事が出来る。そして南アルプス登頂のためのメインルートとして、7月の山開き以降は多くの登山客でも賑わう。
井川ダム・井川湖へは大井川鐵道井川線・井川駅下車徒歩5分、または静岡鉄道・新静岡駅、JR東海・静岡駅からしずてつジャストラインバス「畑薙第一ダム」行で約2時間の行程である。車では国道362号より静岡県道77号川根寸又峡線で長島ダムより接岨峡にそって林道を北上するか、静岡市街から、静岡県道井川湖御幸線、静岡県道189号三ツ峰落合線を経由し、静岡県道60号南アルプス公園線を北上、富士見峠を越えると到着する。

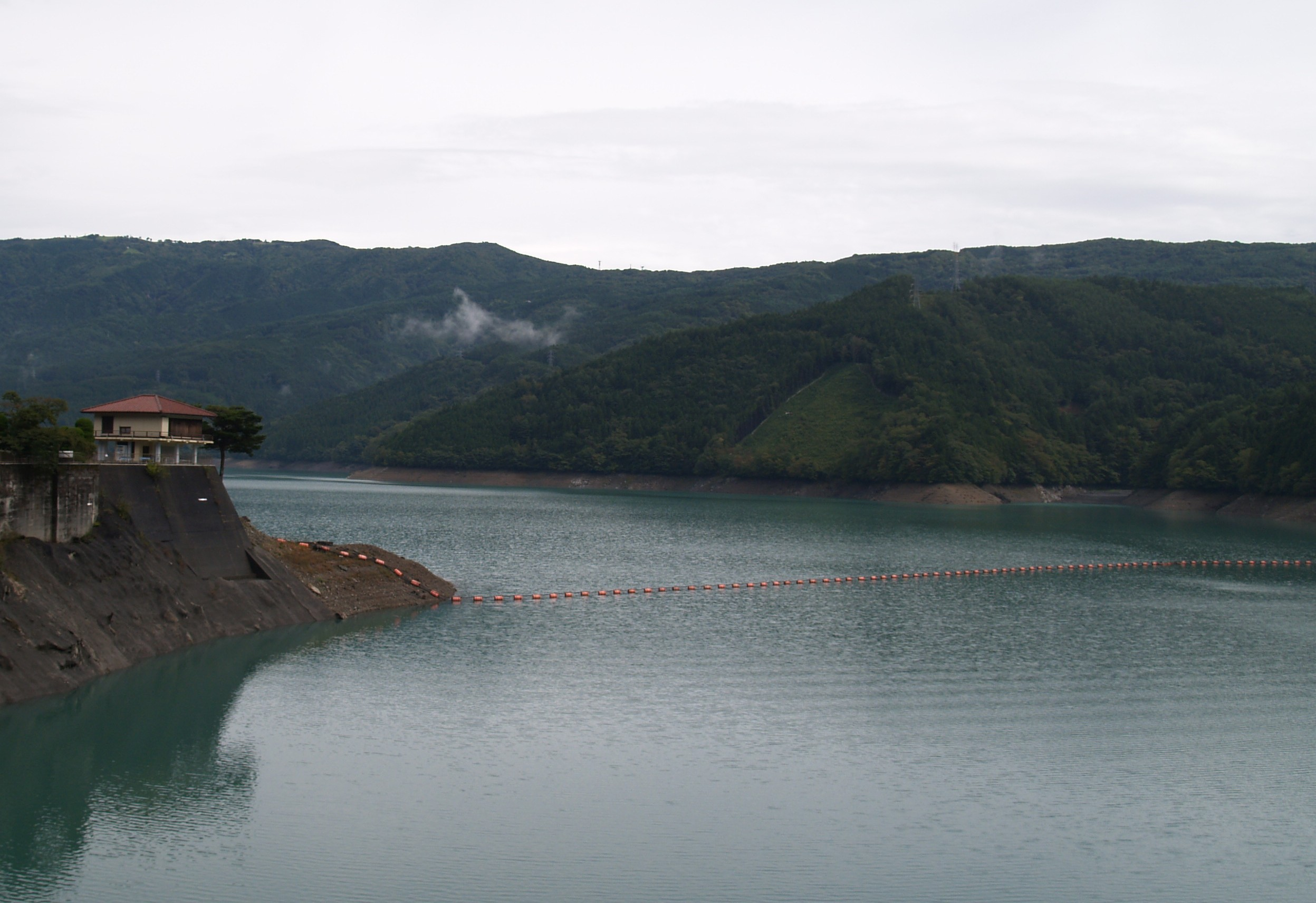
井川湖
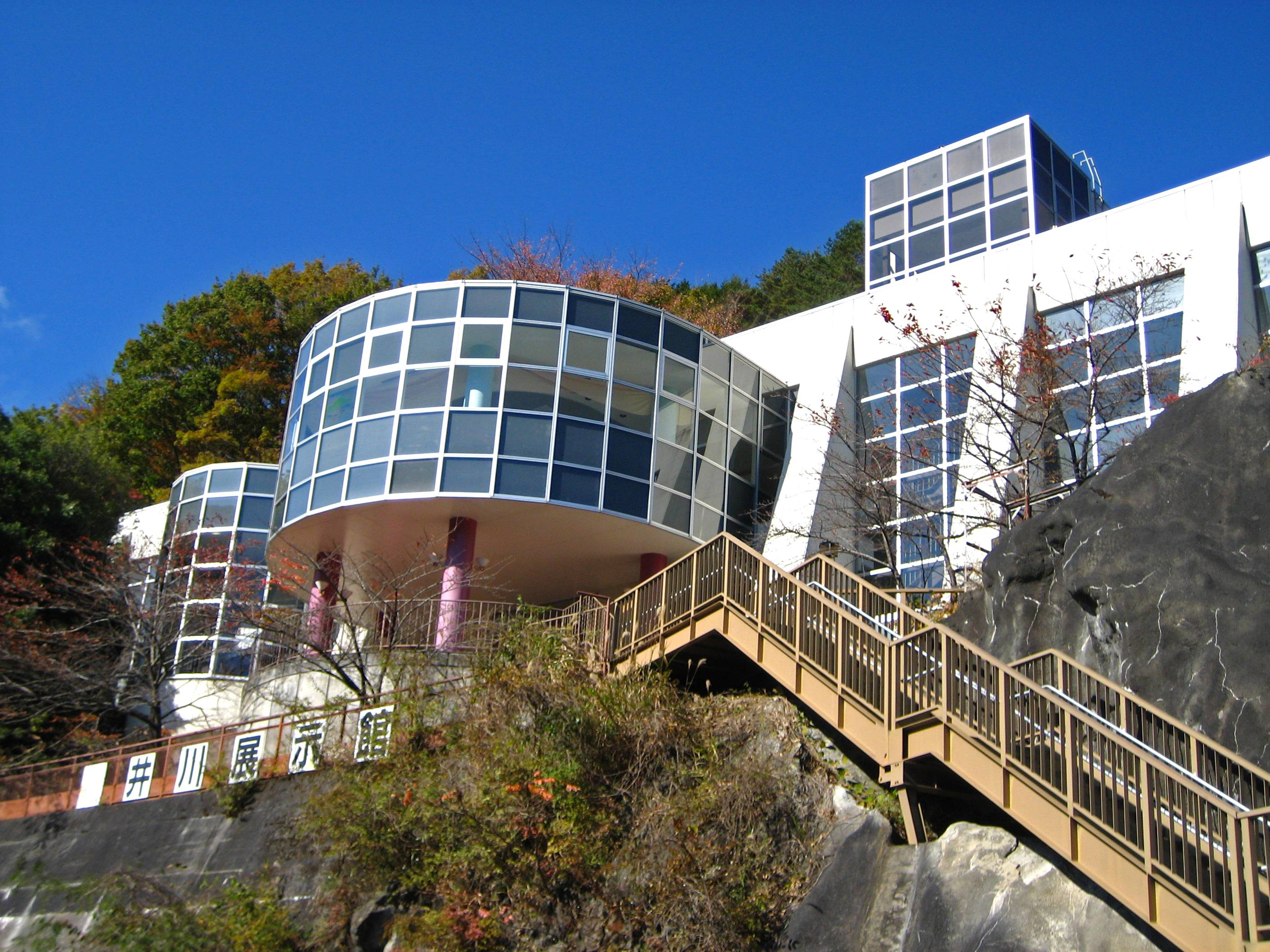
井川展示館
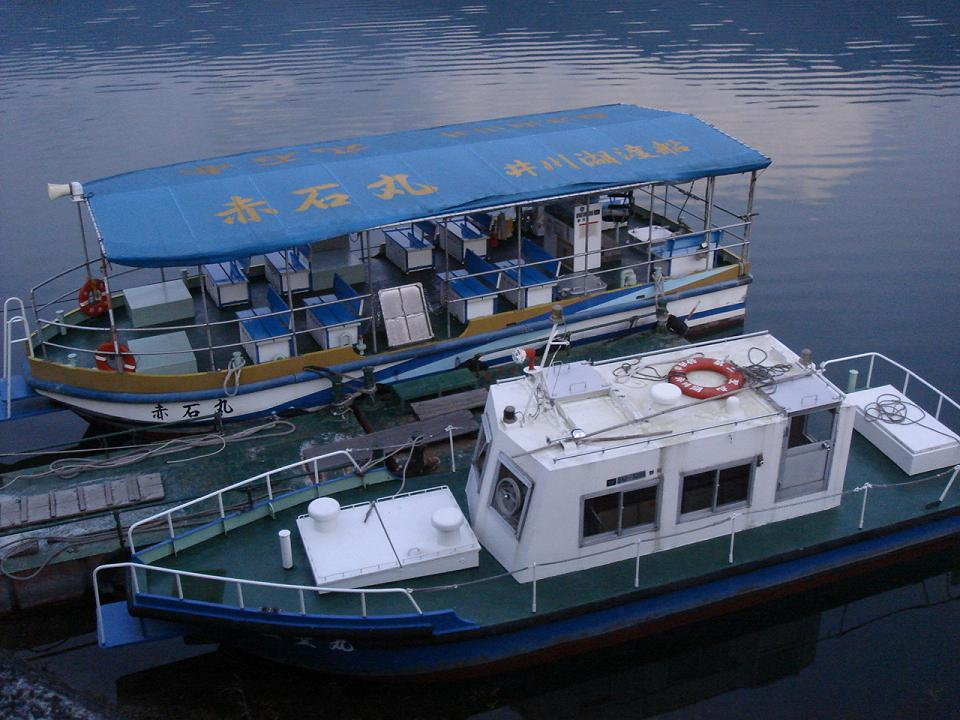
赤石丸（井川渡船）

## 奥泉ダム
井川ダムと一緒に建設された奥泉ダム（おくいずみダム）は、井川ダムの直下流に位置する。建設中の1955年（昭和30年）3月15日には、導水路のトンネルで落盤により5人が死亡する事故も発生。井川ダム完成の前年、1956年（昭和31年）に完成した。型式は重力式コンクリートダムで高さは44.5m。ダムに付設する奥泉発電所は認可出力87,000kWと大井川水系の一般水力発電所の中では最大の出力を誇る。発電所は下流にあるアプトいちしろ駅の近くの大井川ダム湖畔にある。
この奥泉ダムは接岨峡の深い谷に建設されており、道路からは遥か下にあるため道路からは僅かに堤体が見えるだけであり、一般人立入禁止のため車ではダムを至近距離から見る事は出来ない。唯一、大井川鐵道井川線の車窓からダム全体を見る事が出来る。井川線に乗車すると、奥泉ダムに差し掛かる際にアナウンスが流れ、ダムについての簡単な説明を聞くことが出来る。

## 登場する作品
- 『九時間の恐怖』（1957年） - 島耕二監督のセミ・ドキュメンタリー作品。
- 『井川五郎ダム』（1957年） - 赤佐政治監督の短編映画（企画　株式会社間組　制作　英映画社　白黒作品）リンク先はNPO法人科学映像館YouTubeサイト 。
- 『ヘブンズ・ドア』（2009年） - 1997年公開のドイツ映画『ノッキン・オン・ヘブンズ・ドア』の翻案。

## 参考資料
- 『日本の多目的ダム』1963年版：建設省河川局監修・全国河川総合開発促進期成同盟会編。山海堂　1963年
- 『ダム便覧 2006』：日本ダム協会。2006年
- 『産業技術遺産探訪～大井川鉄道井川線アプト式鉄道・アプト式電気機関車ED901~ED903～』：大木利治。技術科＠スクール(サイト)　2003年
- 静岡観光ガイド 井川(サイト)